# Brachymyrmex minutus
Brachymyrmex minutus é uma espécie de inseto do gênero Brachymyrmex, pertencente à família Formicidae.